# Gwynne Shotwell
Gwynne Shotwell (née Rowley, 23 november 1963) is een Amerikaanse zakenvrouw en ingenieur. Ze is de president en chief operating officer van het Amerikaans ruimtetransportbedrijf SpaceX, waar ze verantwoordelijk is voor de dagelijkse activiteiten en bedrijfsgroei.
In 2023 stond Shotwell op de lijst van Forbes als de 31e meest machtige vrouw ter wereld. In 2020 nam Time magazine haar op in de lijst van 100 meest invloedrijke personen ter wereld. In 2018 werd ze genoemd als de meest machtige vrouwelijk ingenieur door Business Insider.

## Privéleven
Shotwell is getrouwd met een ingenieur bij het Jet Propulsion Laboratory van NASA. Ze heeft twee kinderen uit een eerder huwelijk.